# 배트맨과 로빈의 모험
배트맨과 로빈의 모험(영어: The Adventures of Batman & Robin)은 일본의 비디오 게임을 만드는 기업인 세가에서 만들은 게임이다. 배트맨을 주인공으로 하여 만든 게임이다.

## 특징
배트맨과 로빈의 모험 (The Adventures of Batman & Robin)은 1994년에서 1995년 사이에 출시된 일련의 비디오 게임 적응으로 배트맨이란 만화(두 번째 시즌으로 배트맨과 로빈의 모험으로 제목이 변경되었다.)를 기반으로 한다. DC 코믹스의 캐릭터 배트맨과 로빈이 등장한다. 게임은 제네시스, 게임 기어 및 세가의 CD 버전이 세가에서 퍼블리싱한 반면 슈퍼 NES 버전은 코나미(쇼를 기반으로 한 초기 게임 보이의 다른 배트맨 비디오 게임인 배트맨 갬보이 게임도 제작하게 된다.)에서 퍼블리싱하는 등의 다양한 플랫폼용으로 출시되었다.

## 게임 플레이
슈퍼 NES 버전은 1994년 12월에 코나미에서 개발 및 출시했으며 배트맨의 만화쇼에서 영감을 얻었다. 이 게임은 플레이어가 배트맨을 8개의 레벨로 안내하는 2D 플랫포머이다. 배트맨은 공격, 회피 및 공격을 막을 수 있다. 배트맨의 장비 중에는 배트랑, 그래플링 훅, 표창과 연막탄을 포함한 제한된 추가 장비 세트가 있다. 일부 단계에서는 손전등, 엑스레이 안경 및 방독면과 같은 품목을 사용해야 한다. 게임의 그래픽은 시리즈의 아르데코 영향을 유지한다. 1995년에 세가에서 출시한 세가 제네시스 에디션은 클락워크 톨토이즈에서 개발했다. 게임 플레이는 이전에 출시된 게임인 조커의 귀환을 연상시키는 "런 앤 건" 스타일에 치우쳐 있다. 레벨에는 매드 해터가 등장하는 스테이지와 같은 새로운 에피소드가 포함되어 있다. 이 버전의 기능은 배트맨과 로빈이 팀을 이루어 합동 액션을 할 수 있는 협동 모드로 슈퍼 NES 버전에서는 사용할 수 없다. 줄거리는 프리즈를 막으려는 배트맨의 시도를 막기 위해 조커, 투페이스, 매드 해터와 같은 악당을 감옥에서 해방시킨 미스터 프리즈의 계획을 중심으로 전개된다. 세가 CD 플랫폼의 경우 배트맨 게임은 전작의 일반적인 접근 방식에서 벗어난 독특한 게임 플레이 스타일을 제공한다. 특히 세가 CD 플랫폼을 위해 플레이어가 배트모빌을 운전할 수 있는 레이싱 모드가 고안되었다. 이 모드에서 플레이어는 도시의 장애물을 탐색하고 포이즌 아이비, 리들러, 조커와 같은 적대자를 쫓는다. 게임 전반에 걸쳐 플레이어는 다양한 적과 맞서 피하거나 쓰러뜨린다. 게임 플레이는 갱스터 루퍼트 쏘은을 목표로 하는 배트윙 임무에서 절정에 이른다. 또한 이 게임에는 배트맨의 애니메이터가 그린 15분 분량의 내러티브 애니메이션 시퀀스가 있다. 게임 기어 버전은 아팔루사 인터랙티브에서 개발하고 세가에서 퍼블리싱했다. 조커는 옛 배트맨 적들을 모아 로빈을 납치했고 배트맨은 그를 구하러 가야 한다. 4개의 서로 다른 레벨이 있으며 각 레벨에는 2개 또는 3개의 스테이지가 있으며, 배트맨은 보스를 상대하기 전에 깡패를 때려눕히고 플랫폼 사이를 뛰어다닌다. 각 스테이지는 보스와의 조우로 끝난다. 초반에는 일반적인 기계나 깡패가 등장하며 레벨의 마지막 단계에서는 고전적인 배트맨의 악당이 등장한다. 4개의 레벨에서 배트맨은 매드 해터와 대결하는 극장, 미스터 프리즈를 상대하는 얼어붙은 사무실 건물, 허수아비를 상대하는 묘지, 마지막으로 할리와 조커를 상대하는 놀이공원을 거친다. 배트맨은 일반적으로 투사체 공격으로 싸우는데 그는 배트랑을 무제한으로 공급받지만 도중에 작은 아이템 상자에서 제한된 탄약으로 다른 무기를 집어들 수 있다. 그들은 모두 배트랑보다 강력하다. 배트맨이 적에게 가까이 다가가면 투사체보다 더 많은 피해를 입히는 근접 공격으로 전환된다. 배트맨은 위와 옆으로 여러 유형의 점프를 할 수 있다. 점프 버튼을 두 번 누르면 이중 점프가 수행된다. 배트맨은 9개의 추가 생명으로 시작하며 생명 1개를 잃은 후에는 사망한 곳에서 즉시 부활하고 체력 막대가 가득 차게 된다. 모든 탄약이 손상되지 않았으며 모든 피해를 입히고 패배한 적이 설명된다. 또한 스테이지에는 여러 개의 추가 생명과 생명 바 리필 아이템이 흩어져 있다. 이 게임에는 무한 계속과 암호 시스템이 있어 플레이어가 이전에 도달한 모든 단계에서 다시 시작할 수 있다. 계속해야 하는 유일한 처벌은 플레이어의 점수가 0으로 재설정되어 계속하지 않고 전체 플레이를 장려하는 것이다.

## 게임의 리뷰와 평가
슈퍼 NES 버전을 리뷰하면서 게임프로의 베이컨은 게임의 종종 두뇌를 괴롭히는 도전, 강력한 그래픽 및 음향 효과, "섬뜩한 분위기"를 칭찬했다. 그는 로빈이 컷신, "멍청한" 대화, 배트모빌 스테이지의 형편없는 그래픽과 컨트롤에만 등장한다는 사실을 비판했지만 "배트맨과 로빈의 모험의 길들여진 전투와 복잡한 도전은 사려 깊은 액션/어드벤처 팬을 기쁘게 해야 하지만 아름다운 그래픽과 초자연적인 사운드는 누구에게나 깊은 인상을 남길 것"이라고 결론지었다. 닌텐도 파워는 또한 로빈에게 더 적극적인 역할을 부여하지 않은 것에 대해 게임을 비판했다.(이 게임은 실제로 시즌 사이에 시리즈의 제목이 변경되기 전에 개발 중이었지만 말이다.) [[넥스트 제너레이션 (잡지)|넥스트 제너레이션은 게임의 SNES 버전을 검토하여 별 5개 중 3개를 평가했다. 잡지는 게임의 다양성을 칭찬했지만 느리게 움직이는 캐릭터로 인해 빠른 점프나 공격을 수행하기 어려울 수 있다고 지적했다. 또한 다양한 난이도의 여러 레벨이 게임을 너무 쉽거나 어렵게 만든다고 잡지는 말했다. 넥스트 제너레이션의 한 리뷰어는 제네시스 버전에 별 5개 중 1개를 주면서 일반적인 횡스크롤 플랫폼 게임 플레이와 TV 쇼의 모습을 재현하지 못했다고 언급했다. 게임프로의 스캐리 래리는 지루하고 지나치게 어려운 레벨 디자인, 반응이 없는 컨트롤, 형편없는 캐릭터 비주얼, 반복적인 음악을 언급하며 제네시스 버전을 "쇼의 훌륭한 배경이지만 평범한 액션을 가진 표준 횡스크롤 플랫폼 게임"이라고 불렀다. 일렉트로닉 게이밍 먼슬리의 4명의 리뷰어는 그래픽과 사운드는 훌륭하지만 액션이 단순하고 반복적이며 한 번에 공격하는 적의 수가 많기 때문에 지나치게 어렵다고 언급하면서 10점 만점에 6.875점을 주었다. 제네시스 버전보다 더 다양한 무기를 선택할 수 있다는 점에 주목하면서 스캐리 래리는 게임 기어 버전도 마찬가지로 "예측 가능한 횡스크롤 액션"이라고 말했다. 그는 또한 음악이 "짜증나고 반복적"이라고 비판했다. 일렉트로닉 게이밍 먼슬리의 4명의 리뷰어는 10점 만점에 6.375점을 주었다. 그들은 만화 스타일의 그래픽과 레벨 디자인이 좋지만 움직일 때 화면이 흐려지고 플레이어가 반응할 시간이 없는 화면 밖에서 적들이 자주 총알을 발사하여 게임을 불공평하게 어렵게 만든다고 말했다. 알 마누엘은 "아마도 내가 해본 경기 중 가장 어려운 경기였을 것"이라고 말하기까지 했다. 일렉트로닉 게이밍 먼슬리의 4명의 리뷰어는 세가 CD 버전의 FMV 컷신은 재미있지만 플레이어의 도로 시야를 가리는 나무와 기타 물체로 인해 게임 플레이가 반복적이고 답답하다고 언급했다. 그들 중 한 명은 게임을 "애니메이션 시퀀스를 나누기 위해 포함된 소위 운전 게임이 포함된 만화 에피소드로 가득 찬 CD"라고 요약했다. 게임프로의 토미 글리데는 특히 게임 플레이의 다양성 부족을 비판하며 "이 겨우 평균적인 드라이빙 게임은 "배트모빌의 모험"이라고 불러야 한다. 넥스트 제너레이션(Next Generation)의 한 평론가도 마찬가지로 초보적이고 반복적인 게임 플레이를 게임의 주요 결함으로 간주했다. "지루하고 지루하면서도 동시에 답답한 여행"이라고 부르며 별 다섯 개 중 두 개를 매겼다.  IGN은 "역대 최고의 SNES 게임 100개"에서 이게임을 선정했다. 2018년에 컴플렉스 네트웍스는 "역대 최고의 슈퍼 닌텐도 게임"에서 이게임을 45위에 올렸다. 그들은 게임이 만화 정의를 수행했다고 칭찬하고 게임이 훌륭하다고 불렀다.

## 같이 보기
- 배트맨
- 비디오 게임